# Винчевский, Морис
Мо́рис Винче́вский (идиш מאָריס װינטשעװסקי‎, англ. Morris Winchevsky; первоначальное имя Бенцион-Липа Зусевич Новехович, позже Бе́нцель Зу́сманович Новахо́вич, в эмиграции — Леопольд Бенедикт Новахович; 27 июня 1855, Яново, Ковенская губерния, ныне Литва ‒ 18 марта 1932, Нью-Йорк, США) — еврейский пролетарский поэт и социалистический лидер в Лондоне и Нью-Йорке. Писал на идише.

## Биография

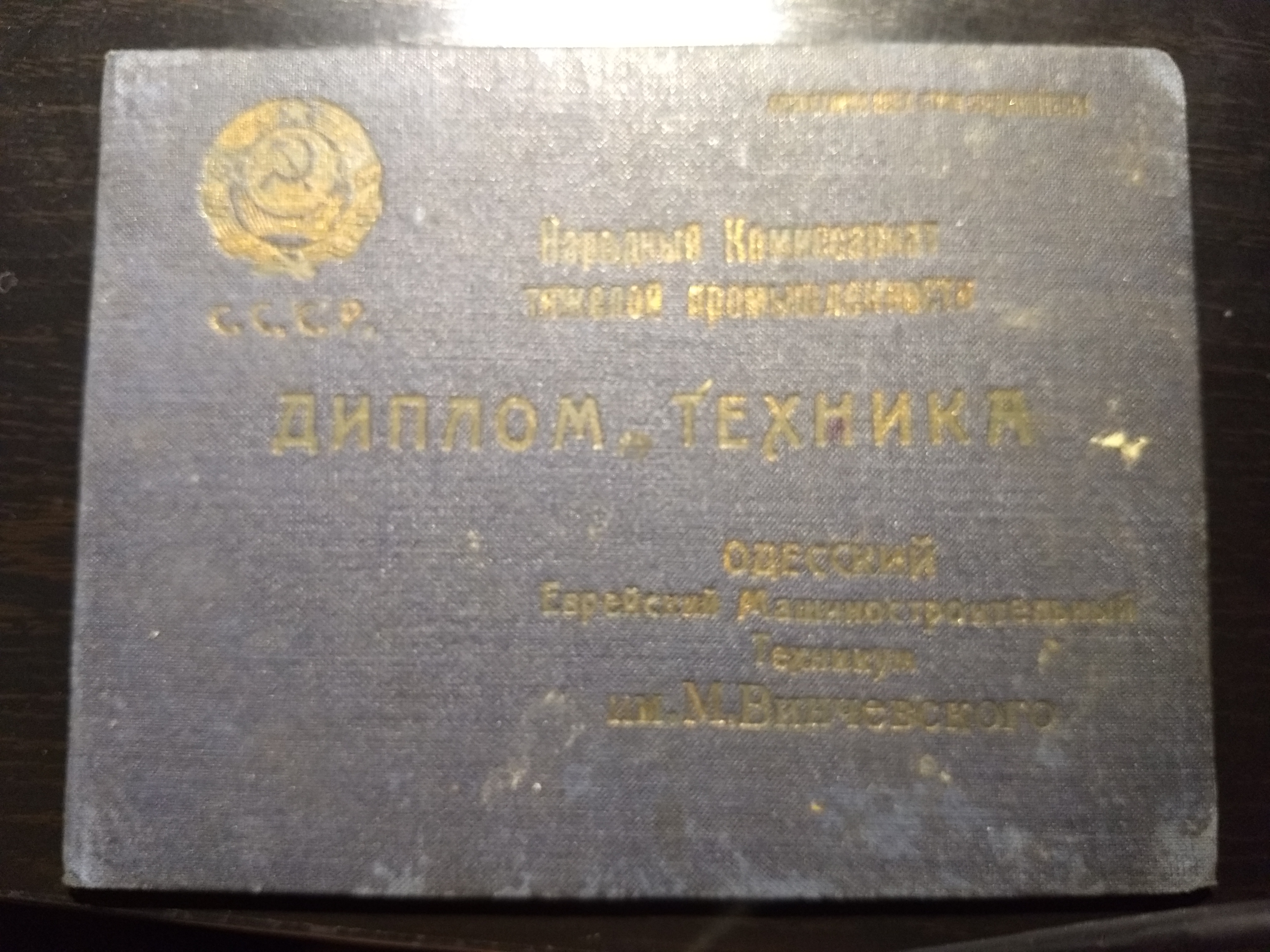

Родился под именем Бенцион-Липа (Бенцл-Липэ) Новехович в местечке Яново Ковенской губернии, старшим ребёнком в семье красильщика (впоследствии меламеда) Зусмана (Зюси) Ициковича Новеховича (1826—1888) и его жены Голды Лейбовны (1827—1887). У отца была небольшая лавка на Базарной улице.
С 1870 года работал банковским служащим в Вильне, где в 1873 году дебютировал стихами и прозой на иврите под псевдонимами «Бен Нец» и «Игал иш ха-Руах». В 1877 году переехал в Кёнигсберг, где увлёкся социалистическими идеями и начал сотрудничать в газетах на идише и русском языке; вступил в ряды немецкой социал-демократии. С 1879 года публиковал статьи с критикой еврейского просветительства (Хаскала). Переехав в Лондон, организовал там в 1884 году одну из первых еврейских социалистических газет «Дос пойлише идл» («Польский еврей») и первую анархистскую газету на идише «Дер арбетер фрайнд» («Друг рабочих»).
После переезда в Нью-Йорк в 1894 году Винчевский с Авраамом Каганом и Луи Миллером, двумя другими видными нью-йоркскими еврейскими социалистическими авторами, участвовал в 1897 году в создании социал-демократической газеты «Форвертс» («Вперёд»), ставшей крупнейшей в мире газетой на идиш. Последовательно был членом Социалистической трудовой партии, Социал-демократической партии Америки и Социалистической партии Америки.
В 1921 году вступил в Коммунистическую партию США. В 1920 вышли два тома публицистической и сатирической прозы («Мысли сумасшедшего философа»), а также писал драмы и стихи. В 1924 году приезжал в СССР, где в том же году был издан сборник его поэзии «Песни борьбы».
В честь Винчевского была названа Центральная республиканская еврейская библиотека в Киеве (уничтожена в 1941 г.).